# 津吉村
津吉村（つよしむら）は、長崎県北部の平戸島にあった村。北松浦郡に属した。昭和の大合併で島内の各町村と合併を行い市制施行、平戸市となった。

## 地理
平戸島の南部を村域とする。
- 山：佐志岳、白岩岳、虚空蔵峠、礫岩
- 河川：古田川
- 港湾：前津吉漁港

## 沿革
- 1889年（明治22年）4月1日 - 町村制施行により、古田（こた）村・前津吉村が合併し北松浦郡津吉村が発足。
- 1955年（昭和30年）1月1日 - 平戸町・中野村・獅子村・紐差村・中津良村・津吉村・志々伎村が合併し市制施行。平戸市が発足し、津吉村は自治体として消滅。

## 地名
免を行政区域とする。また、免の名称に「古田」「前津吉」の大字を冠する。
大字古田（こた）
- 鮎川免
- 大佐志免
- 古田免
- 神船免（しぶね）
- 辻免
- 中山東免
- 西中山免
- 無代寺免（ぶだいじ）

大字前津吉
- 川尻免
- 神ノ川免（こうのかわ）
- 田代免
- 田原免（たばる）
- 船木免

町村制施行前の前津吉には上記5免の他に「黒島免」が存在したが、1885年（明治18年）に分離し、黒島村となった。